# Hudson, Pelham and Salem Street Railway
Die Hudson, Pelham and Salem Street Railway ist ein ehemaliger Überlandstraßenbahnbetrieb in Massachusetts und New Hampshire (Vereinigte Staaten). Das 83,5 Kilometer lange Netz verband die Städte Haverhill, Lawrence und Lowell in Massachusetts sowie Nashua, Pelham und Salem in New Hampshire.

## Geschichte
Am 7. März 1899 wurde die Hudson, Pelham and Salem Electric Railway Company (HP&S) in New Hampshire gegründet, die eine Überlandstraßenbahn von Nashua nach Haverhill mit Abzweig nach Lawrence bauen wollte. Die Lawrence and Methuen Street Railway Company wurde am 1. Juni des gleichen Jahres in Massachusetts gegründet, um den in diesem Bundesstaat liegenden Abschnitt des Abzweigs nach Lawrence zu bauen. Für den in Massachusetts liegenden Abschnitt der Hauptstrecke nach Haverhill gründete man am 18. September 1899 schließlich die Haverhill and Southern New Hampshire Street Railway Company. Die Konzessionen wurden 1900 erteilt und die Bauarbeiten begannen unverzüglich. Ein Streit über die Trassierung der Strecke in Lawrence mit der bereits dort Straßenbahnen betreibenden Lowell, Lawrence and Haverhill Street Railway, die später in der Bay State Street Railway aufging, verzögerte den Bau des Abzweiges nach Lawrence.
Am 20. März 1901 pachtete die HP&S die beiden Bahngesellschaften aus Massachusetts für 99 Jahre. Am 23. August 1902 wurde der Canobie Lake Park, ein Vergnügungsresort bei Salem, eröffnet, der über eine kurze Zweigstrecke an die Hauptstrecke angeschlossen wurde. Am Ende dieser Zweigstrecke wurde eine Wendeschleife gebaut, sodass Züge der Hauptstrecke ohne größere Verzögerungen den Abzweig befahren konnten. Zwei weitere zusätzliche Strecken wurden 1901 konzessioniert. Eine sollte zwischen Haverhill und Lawrence verlaufen. Von Haverhill bis zur Stadtgrenze von Methuen gehörte die Strecke der Haverhill&Southern New Hampshire, von dort bis Lawrence der Lawrence&Methuen. Die andere Strecke verband Methuen und Salem. Der in Massachusetts liegende Abschnitt dieser Strecke sollte der Lawrence&Methuen gehören, der Abschnitt in New Hampshire der HP&S. Ein Kuriosum ergab sich beim Bau der HP&S. Eine Baugenehmigung für die beiden von der Hauptstrecke Haverhill–Nashua in Salem und Pelham abführenden Zweigstrecken zur Staatsgrenze bei Methuen wurde vom Staat New Hampshire erst 1914 erteilt, nachdem die Strecken bereits 12 Jahre in Betrieb waren. Diese Genehmigungen waren bei Erteilung der Konzessionen für diese Strecken vergessen worden.
Eine weitere Bahngesellschaft, die Lowell and Pelham Street Railway Company wurde am 28. Dezember 1901 gegründet und erhielt am 2. Juni 1902 die Konzession zum Bau einer Strecke von Pelham an der HP&S-Hauptstrecke nach Lowell.
Die Eröffnung des Netzes begann am 2. Juli 1902 mit der Strecke von Haverhill zum Betriebshof in Salem. Am 19. August gingen der Abzweig zum Canobie Lake Park sowie die Strecke von Salem nach Lawrence in Betrieb, gefolgt von der Strecke von Salem nach Nashua am 10. September, der Strecke von Pelham nach Lowell am 3. Oktober und der Strecke von Haverhill nach Lawrence am 16. Dezember 1902. Die Eröffnung der Strecke von Lawrence nach Pelham verzögerte sich noch bis zum 3. Mai 1903. Das Netz hatte eine Streckenlänge von 83,5 Kilometern, von denen 2,3 Kilometer zweigleisig ausgebaut waren.
1902 kaufte die New Hampshire Electric Railways (NHER) das Netz, das die Western Division dieses Betriebs wurde. Die Pachtverträge der HP&S mit den anderen Gesellschaften wurden am 1. Januar 1904 erneuert. Alle drei Verträge liefen nun 25 Jahre. Die Hudson, Pelham and Salem Electric Railway ging am 11. Dezember 1904 als Folge eines schweren Unfalls in Konkurs und wurde am 19. Juli 1907 als Hudson, Pelham and Salem Street Railway neu aufgestellt. Mit dem Konkurs wurden die Pachtverträge aufgelöst und alle vier Bahngesellschaften des Netzes waren nun direkte Tochtergesellschaften der NHER.
Ab dem 1. Januar 1907 benutzte die neu eröffnete Straßenbahn Manchester–Nashua in Hudson zwischen der Kreuzung Main Street/Webster Street und der Endstelle die Gleise der HP&S mit. Die Massachusetts Northeastern Street Railway übernahm am 1. April 1913 die NHER und damit auch die HP&S und ihre gepachteten Schwestergesellschaften. Das HP&S-Netz wurde die Salem Division.
Zu starken Einschränkungen im Fahrplan kam es am 14. Oktober 1918. Auf den meisten Strecken wurde die Wagenfolge gedehnt, teilweise auf einen Zweistundentakt, und zwischen Salem und Pelham verkehrten überhaupt keine Bahnen. Erst im März 1919 wurde wieder der normale Fahrplan angeboten. Zu erneuten nun endgültigen Einschränkungen des Winterfahrplans kam es im Herbst 1919. Die erste endgültige Stilllegung im HP&S-Netz erfolgte am 1. Juli 1923, als die Strecke Pelham–Lowell außer Betrieb genommen und im darauffolgenden Jahr abgebaut wurde.
Am 14. März 1924 verkehrten zwischen Salem und Nashua sowie zwischen Town Farm und Titcomb Farm die letzten Straßenbahnen. Der Abschnitt von Hudson Center bis zur Brücke in Nashua (etwa drei Kilometer) wurde zunächst an die Straßenbahn Nashua verpachtet, am 2. Juni des Jahres jedoch für 5000 US-Dollar an diese verkauft. Der übrige Teil der Strecke wurde zwar offiziell stillgelegt, blieb aber zunächst zwischen Salem und dem Depot in Pelham betriebsfähig, da das dortige Depot zum Abstellen nicht benötigter Triebwagen benutzt wurde. Im Juli 1928 wurde die Strecke jedoch an einen Schrotthändler verkauft und das Depot in Pelham geschlossen.
Nachdem 1928 die Bahngesellschaft die Stilllegung aller Strecken außer der Linie Haverhill–Lawrence beantragt hatte, legten Bürger von Methuen Protest ein. Infolgedessen verkaufte man einen Teil der Strecken an die Eastern Massachusetts Street Railway. Dies waren der Abschnitt von der Kreuzung Broadway/Oakland Avenue in Lawrence durch Methuen zur Town Farm und der Abzweig von Methuen zur Staatsgrenze, Teil der Strecke nach Salem. Ab dem 26. Februar 1929 führte der neue Eigentümer den Betrieb auf diesen Strecken. Gleichzeitig wurden die Strecken von Ayers Village nach Salem, von der Staatsgrenze bei Methuen nach Salem, der Zweig zum Canobie Lake Park sowie der Abschnitt in Lawrence von der Endstelle bis zum Broadway stillgelegt. Gleichzeitig ging das Depot in Salem außer Betrieb und die Fahrzeuge wurden von der Amesbury Division der Massachusetts Northeastern eingesetzt. Ab dem 27. August 1930 ersetzten Busse die Straßenbahnen auch auf den beiden noch verbleibenden Strecken der HP&S von Haverhill nach Lawrence und Ayers Village.

## Strecken

### Haverhill–Salem–Canobie Lake Park
Endpunkt der Strecke in Haverhill war an der Kreuzung White’s Corner (Main/Merrimack/Water Street). Von hier führte sie durch die Main Street, Winter Street und Broadway bis zur Stadtgrenze nach Methuen. In Methuen verlief sie weiter durch die Ayers Village Road bis zur Staatsgrenze nach New Hampshire. In Salem jenseits der Grenze führte sie durch die Main Street bis an die Kreuzung Policy Street. Hier verlässt die Trasse das Straßenplanum, überquert die Policy Street und führt westlich dieser nach Norden bis zum Eingang des Canobie Lake Park, wo sich eine Wendeschleife befand. Bis 1906 befand sich in Haverhill in der Winter Street ein Bahnübergang. Die Eisenbahngleise durften nicht durch die Straßenbahn überquert werden, was zu einer Linienunterbrechung führte. Der kurze Abschnitt vom Bahnübergang bis zur Endstelle White’s Corner wurde durch einen Pendelwagen bedient.
Die Wagen über diese Strecke verkehrten anfangs nach Nashua weiter. Im Sommer fuhr alle 30 Minuten eine Bahn, im Winter stündlich. Die Zweigstrecke zum Canobie Lake Park wurde nur im Sommer bedient. Ab Mai 1903 fuhren die Wagen dieser Strecke nach Lowell, mit den gleichen Taktfolgen. An Sommerwochenenden endeten die Fahrten jedoch am Canobie Lake Park und es musste in Richtung Lowell umgestiegen werden. An diesen Tagen wurde zwischen Haverhill und dem Park alle 15 Minuten gefahren. Ab etwa 1910 fuhren außerhalb des Sommers die Wagen von Haverhill wieder nach Nashua, der Sommerverkehr blieb gleich.

### Canobie Lake Park–Pelham–Nashua
Nahe der Kreuzung Policy Street/Main Street befand sich ein Gleisdreieck, über das die Strecke Richtung Nashua aus der Strecke von Haverhill abzweigte. Die Trasse verlief auf eigenem Bahnkörper zunächst östlich der Policy Street, überquerte diese jedoch kurz darauf und führte über freies Gelände südwestwärts. Sie überquerte die Lowell Road und führte parallel zu dieser und der Gage Hill Road weiter südwestwärts. In Pelham verlief die Strecke kurzzeitig durch die Gage Hill Road, um weiter auf eigenem Bahnkörper nordwestwärts bis zur Mammoth Road zu führen. Auf dieser Straße lag die Strecke für etwa anderthalb Kilometer und bog dann erneut auf eine eigene Trasse ab. Sie überquerte die Route 111 und führte nun westwärts nach Hudson. Am Merrifield Park erreichte sie die Ferry Street, auf der sie bis zur Brücke über den Merrimack River verläuft. Hier bestand eine Gleisverbindung zur Straßenbahn Nashua, über deren Gleise die Wagen weiter durch die Hollis Street, Temple Street und East Pearl Street bis zum Tremont Square (Ecke Main Street) im Zentrum Nashuas fuhren.
Ab Mai 1903 verkehrten die Wagen von Nashua kommend bis Pelham, nur an Sommerwochenenden wurde ein durchgehender Verkehr bis zum Canobie Lake Park angeboten. Alle 30 Minuten im Sommer und sonst alle 60 Minuten verkehrten die Bahnen. Zwischen Pelham und dem Park fuhr ab dann ganzjährig die Linie von Lowell, an Sommerwochenenden bis zum Park, ansonsten durchgehend bis nach Haverhill. Die Taktfolge war gleich der der Nashua-Linie, da in Pelham eine Anschlussbeziehung bestand. An Sommerwochenenden ergänzten sich die beiden Linien zwischen Pelham und dem Park zu einem 15-Minuten-Takt.

### Haverhill–Lawrence
Die Bahn zweigt in Haverhill am Broadway östlich der Forest Street ab und führte auf eigenem Bahnkörper südwestwärts. In Methuen an der Howe Street etwa in Höhe Maple Street erreichte sie wieder das Straßenplanum und führte nun am Westrand der Howe Street auf Lawrence zu. Durch die Jackson Street bis in Höhe der Zahnklinik ging es weiter über ein kurzes Stück eigenen Bahnkörper zur Bruce Street. Durch diese, die Erving Avenue, Short Street, Elm Street und Pine Street führte die Bahn bis zur Endstelle Breen's Corner an der Hampshire Street. An den Kreuzungen Bruce Street/Berkeley Street und Elm Street/Lawrence Street bestanden Gleiskreuzungen mit der Boston and Northern Street Railway.
Die Strecke wurde während ihres gesamten Bestehens als eigenständige Linie betrieben und verkehrte ganzjährig alle 30 Minuten. Erst ab 1929 wurde nur noch stündlich gefahren.

### Lawrence–Pelham
Die Endstelle dieser Linie war an der Kreuzung Hampshire Street/Essex Street in Lawrence. Von hier verlief sie durch die Hampshire Street, wo in Höhe Pine Street die Strecke nach Haverhill abzweigte, und Center Street bis zum Broadway. Ursprünglich sollte die Bahn durch die Merrill Street und Brown Street verlaufen, was jedoch verworfen wurde. Auf dem Broadway ging es weiter bis zur Oakland Avenue, durch diese, die Railroad Street und die Pelham Street verlief die Strecke weiter bis zur Hampshire Road. Ab hier lag die Strecke auf einem eigenen Bahnkörper in nördlicher Verlängerung der Pelham Street. Sie führte kurz darauf über die Staatsgrenze nach New Hampshire und bog an der Titcomb Farm in die Hauptstrecke von Haverhill ein.
Mit Eröffnung dieser Linie im Mai 1903 verkehrten die Wagen durch bis Nashua. Es wurde ein Stundentakt angeboten. Ab Anfang 1904 fuhren die Wagen nur noch bis Methuen Town Farm (Kreuzung Pelham Street/Hampshire Road). Zwischen diesem Punkt und Titcomb Farm fuhren nur noch wenige Wagen am Tag auf dem Weg von und zum Depot Salem. Um den Jahreswechsel 1905/06 wurde die Strecke zwischen Webster Avenue und Titcomb Farm (etwa 1,2 Kilometer) stillgelegt und abgebaut, um ein Anschlussgleis zum Rockingham Park, einer Rennbahn, bauen zu können. Nach Protesten der Einwohner Pelhams entschied ein Gericht, dass die Strecke wieder aufgebaut werden müsse. Die Bahngesellschaft kam dem nach. Die einzigen Fahrten auf dieser Strecke waren jedoch weiterhin die Einrückfahrten zum Depot in Salem. Ab dem 12. Dezember 1910 gab es zwischen Webster Avenue und Titcomb Farm planmäßig nur noch zwei tägliche Fahrten und auch zwischen Town Farm und Webster Avenue nur wenige mehr. Wiederum protestierten die Einwohner Pelhams und das Gericht entschied, dass der Fahrplan, der 1903 galt, wieder eingeführt wurde.

### Lawrence–Salem
Die Strecke zweigte in Methuen an der Pelham Street westlich der Cross Street von der Linie Lawrence–Pelham ab. Sie führte über einen eigenen Bahnkörper und parallel zur Cross Street über die Staatsgrenze nach New Hampshire. Weiter nordwärts erreichte sie in Salem östlich der Policy Street die Hauptstrecke zum Canobie Lake Park.
Die Bahnen verkehrten von Lawrence im Sommer durch bis Canobie Lake Park, endeten zu den übrigen Jahreszeiten jedoch am Abzweig von der Hauptstrecke in Salem. Ganzjährig wurde ein 30-Minuten-Takt angeboten.

### Pelham–Lowell
Die Lowell-Linie zweigte in Pelham an der Bridge Street in einem Gleisdreieck ab und führte zunächst durch die Bridge Street um ein Stück südlich auf einen eigenen Bahnkörper abzubiegen. Über diesen verlief die Bahn bis zur Mammoth Road, folgte dieser und bog in die Break Neck Hill Road ein. Diese verließ die Trasse, um über ein kurzes Stück auf eigenem Bahnkörper bis zur Old Meadow Road zu führen. Durch diese, die University Street und die Moody Street verlief die Strecke bis zur Endstelle an der Stadtgrenze zu Lowell, wo Übergang auf die Boston and Northern Street Railway bestand. Anfangs verkehrten die Wagen durch die Moody Street, Pawtucket Street und Merrimack Street weiter auf den Gleisen der Boston&Northern bis zum Merrimack Square (heute Kearney Square) in Lowell. Ab etwa 1910 endeten die Bahnen außer im Sommer jedoch an der Old Meadow Road, wo nach Lowell umgestiegen werden musste. Im Sommer wurde alle 30 Minuten gefahren, im Winter stündlich.

### Betriebshöfe
Die beiden Betriebshöfe der Bahn befanden sich in Pelham und Salem. Pelham hatte eine achtgleisige Wagenhalle, die sich östlich des Abzweigs der Linie nach Lowell befand. Das Depot in Salem, gleichzeitig Hauptsitz der Bahngesellschaft, hatte neun Abstell- und zwei Werkstattgleise. Es lag an der Hauptlinie von Haverhill östlich des Abzweigs zum Canobie Lake Park.

## Unfälle
Der erste schwerere Unfall auf dem Netz der HP&S ereignete sich am 14. Juni 1903 auf der Linie Pelham–Lowell. Etwa 2,5 Kilometer südlich von Pelham Center stießen zwei Triebwagen frontal zusammen, neun Fahrgäste wurden verletzt, die beiden Straßenbahnwagen blieben nahezu unbeschädigt.
Am 3. September 1903 ereignete sich der schwerste Straßenbahnunfall in der Geschichte New Hampshires wieder in der Nähe von Pelham. Knapp einen Kilometer westlich von Pelham Center stießen am Morgen auf eingleisiger Strecke zwei Triebwagen in einer Kurve frontal zusammen. Wagen 125 befuhr die Strecke von Nashua in Richtung Canobie Lake Park und war mit 54 Fahrgästen besetzt, Wagen 137, der die Linie in entgegengesetzter Richtung fuhr, hatte 30 Passagiere an Bord. Sechs Personen starben, darunter der Fahrer von Wagen 125, etwa zwölf wurden schwer und 60 weitere leicht verletzt. Die Wagen wurden teilweise zusammengeschoben, wobei der schwerere Wagen 125 auf einer Länge von etwa drei Metern unter den Wagen 137 geriet. Die Ursache für das Unglück war menschliches Versagen. Der Fahrdienstleiter in Pelham Center hatte Wagen 137 auf die Strecke gelassen und das Personal dieses Wagens war dem nachgekommen, obwohl alle Beteiligten wissen mussten, dass der planmäßige Gegenzug noch nicht eingetroffen war. Hinzu kam, dass das Blocksignalsystem der Bahn am Tag zuvor durch ein Gewitter lahmgelegt worden war, dass der Fahrer von Wagen 137 übermüdet war und dass Wagen 125 mit Verspätung und daher, wie in diesen Fällen üblich, mit überhöhter Geschwindigkeit fuhr. In der Folge des Unfalls wurden Büsche um die Kurven abgeschnitten, um die Sicht zu verbessern, und Geschwindigkeitsbegrenzungen für Kurven eingeführt. Die Fahrzeit wurde entgegen der Empfehlung der Untersuchungskommission nicht erhöht. Beide beteiligte Triebwagen wurden repariert. Die Kosten, die dieser Unfall verursacht hatte, führten im Dezember 1904 zum Konkurs der HP&S.
Am Morgen des 8. Mai 1919 wurde auf die Bahn in Methuen ein Sprengstoffanschlag verübt. Streikende Textilarbeiter wurden dafür verantwortlich gemacht. Triebwagen 158 wurde dabei beschädigt, Personen kamen nicht zu Schaden.
An einem Bahnübergang nahe der Nashua Union Station stieß am 19. November 1923 ein Güterzug mit einer Straßenbahn zusammen. Sechs Fahrgäste wurden dabei verletzt. Triebwagen 86 war dabei zwar nur leicht beschädigt worden, wurde jedoch infolge des Unfalls verschrottet.